# MKI67IP
MKI67IP‏ (Nucleolar protein interacting with the FHA domain of MKI67) هوَ بروتين يُشَفر بواسطة جين MKI67IP في الإنسان.